# Retyk
Retyk, Retycjusz – imię męskie pochodzenia łacińskiego, oznaczające osobę wywodzącą się z plemienia Retów. Patronem tego imienia jest św. Retyk, biskup (zm. w 334 roku). 
Retyk, Retycjusz imieniny obchodzi 15 maja.
Żeński odpowiednik: Retycja